# Keltische Knochen

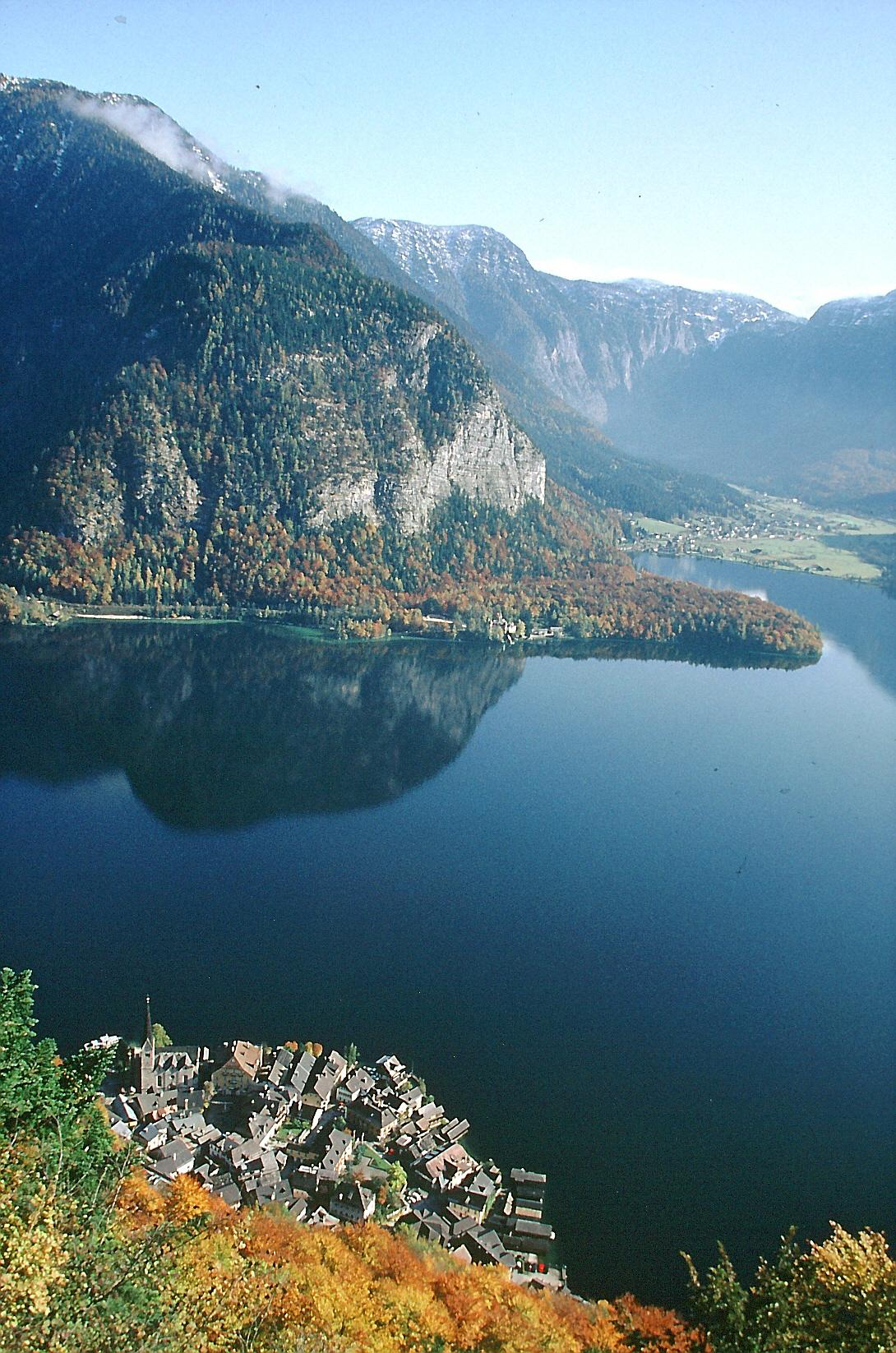
Blick vom Rudolfsturm auf Hallstatt und den Hallstätter See

Keltische Knochen ist eine Novelle von Wilhelm Raabe, die im Frühjahr 1864 entstand und im selben Jahr in Westermann’s illustrirten Monats-Heften erschien. Die Buchausgabe brachte Hallberger in Stuttgart innerhalb der Sammlung „Der Regenbogen“ 1869 heraus. Zu Raabes Lebzeiten erschienen 1871, 1896, 1901 und 1905 Nachauflagen.
Der Versuch zweier norddeutscher Wissenschaftler, den Österreichern museale Kostbarkeiten aus der Keltenzeit zu stehlen, scheitert in dieser Groteske an der Streitsucht der beiden wohl situierten Diebe.

## Inhalt
Im Frühjahr 1859 bereist der Erzähler, ein jüngerer deutscher Tourist, Österreich. Der Krieg zwischen Italien und Österreich in der Lombardei lässt einen Abstecher nach Oberitalien als riskant erscheinen. Der Erzähler bleibt in Österreich. Von Wien aus sucht er über Ischl und Laufen Hallstatt auf. Während dieser Reise macht er die Bekanntschaft dreier Landsmänner. Der Dichter Krautworst aus Hannover, er nennt sich Roderich von der Leine, gewinnt selbst dem Tag und Nacht strömenden Regen in Hallstatt „schauderhaftige Verse“ ab. Diese erbärmliche Lyrik wird von Herrn Zuckriegel, Prosektor an einer kleinen norddeutschen Universität, schonungslos verlacht. Zuckriegel lässt keine Gelegenheit aus, sich mit dem Hotelpersonal und seinen drei deutschen Mitreisenden anzulegen. In Herrn Steinbüchse, Professor der Altertumskunde aus Berlin, hat Zuckriegel einen ebenbürtigen Streithahn gefunden. Der nervenschwache Dichter Krautworst kann die erbitterten stundenlangen Auseinandersetzungen der zwei Gelehrten bald nicht mehr ertragen. Dabei vereint doch die hartnäckigen Zänker ein Ziel. Beide wollen aus dem Museum Rudolfsturm – hoch über Hallstatt gelegen – Altertümer stehlen. Die Schätze sollen nach Norddeutschland verbracht werden. Während Steinbüchse auf Grabbeigaben aus ist, will Zuckriegel keltische Gebeine entwenden.
Der Erzähler nimmt an der osteologischen Exkursion der beiden gewissenlosen Gelehrten teil und erklärt sich sogar zur Beihilfe bereit. Der junge Mann soll die allerliebste Türhüterin im Museum mit einem langen Kuss ablenken. Dazu kommt es nicht. Die zwei unbeherrschten akademischen Raubgenossen können den passenden Moment nicht abwarten und fallen bei erstbester Gelegenheit über die Schätze aus der Eisenzeit her. In der Hitze des Gefechts stiehlt aber Steinbüchse die Knochen und Zuckriegel die Grabbeigaben. Die „wissenschaftlichen Leichenräuber“ flüchten schwer bepackt. Die junge Wächterin schreit Hilfe herbei. Der Erzähler wird als „verdächtiger Spießgesell“ der zwei Diebe festgehalten. Ortskundige Österreicher nehmen schnurstracks die Verfolgung der zwei talwärts stürmenden deutschen Räuber auf.
Steinbüchse wirft auf der Flucht eines der Beutestücke weg. Zuckriegel kann es nicht fassen. Dieser „niederträchtige Berliner“ entledigt sich „seines“ keltischen Schädels. Wutentbrannt zieht Zuckriegel gleich. Ein Schwert, so ein „albernes Käsemesser“, fliegt ins Gebüsch am Fluchtweg. So folgt Revanche auf Revanche. Die zwei Akademiker kommen mit leeren Händen unten in Hallstatt an. Der Inspektor oben im Museum ist zufrieden. Jedes gestohlene Stück wurde ihm von den flinken Verfolgern zurückgebracht. In Ruhe kann er seinen Kelten wieder zusammenflicken und lässt den Erzähler laufen.

## Rezeption
Raabe habe Erlebnisse einer Bildungsreise aus dem Jahr 1859 verarbeitet. Das prähistorische Gräberfeld, Bestandteil der Hallstatt-Kultur, sei erst nach 1864 ausreichend wissenschaftlich beschrieben worden. In der Figur des Dichters Krautworst verspotte Raabe die eigene „überwundene lyrische Periode“.
Meyen nennt zwei Besprechungen. Zum Beispiel geht Heinrich Blume 1936 auf die Reiselektüre Zuckriegels ein: „Avé-Lallemant: Das deutsche Gaunertum“.

## Ausgaben

### Erstausgabe
- Der Regenbogen. Sieben Erzählungen von Wilhelm Raabe. Hallberger, Stuttgart 1869. Bd. 1 enthält Die Hämelschen Kinder. Else von der Tanne. Keltische Knochen. Sankt Thomas

### Verwendete Ausgabe
- Keltische Knochen. S. 199–240. Mit einem Anhang, verfasst von Karl Hoppe  und Hans Plischke, S. 474–487 in Karl Hoppe (Bearb.), Hans Oppermann (Bearb.), Hans Plischke (Bearb.): Erzählungen. Das letzte Recht. Eine Grabrede aus dem Jahre 1609. Holunderblüte. Die Hämelschen Kinder. Else von der Tanne. Keltische Knochen. Drei Federn.  Vandenhoeck & Ruprecht, Göttingen 1974. Bd. 9.1[A 1] (2. Aufl., besorgt von Karl Hoppe und Rosemarie Schillemeit), ISBN 3-525-20118-4 in Hoppe (Hrsg.), Jost Schillemeit (Hrsg.), Hans Oppermann (Hrsg.), Kurt Schreinert (Hrsg.): Wilhelm Raabe. Sämtliche Werke. Braunschweiger Ausgabe. 24 Bde.

## Anmerkung
1. ↑  Band 9.1 enthält auf Seite 232, 12. Z.v.o., einen Druckfehler.